# Miniophyllodes
Miniophyllodes é um gênero de traça pertencente à família Arctiidae.